# Moviment Catòlic Espanyol
El Moviment Catòlic Espanyol (en castellà: Movimiento Católico Español, MCE) és un partit polític integrista i nacionalista a Espanya. El partit ha estat liderat per José Luis Corral, exmembre de Fuerza Nueva (FN), des de la seva fundació.
Va ser fundat el 1982 com a partit escindit de Fuerza Nueva, aleshores liderat per Blas Piñar. El partit va néixer de faccions insatisfetes, després que Corral juntament amb altres membres abandonessin el partit a causa de problemes interns i discussions amb la direcció. El MCE va guanyar notorietat a la dècada de 1980, durant els anys posteriors a la transició espanyola a la democràcia. La majoria dels seus membres eren militants i eren coneguts per la seva activitat al carrer. Durant la seva història política, l'organització s'ha unit a múltiples coalicions, com ara Coalición de Unidad Nacional el 1986, Alianza por la Unidad Nacional el 1996 i La España en Marcha el 2014, on roman actualment.
El MCE té com a principis fonamentals la confessionalitat catòlica, la defensa d'⁣Espanya i de la tradició espanyola, i el nacionalsindicalisme, mentre que s'oposa al liberalisme, el comunisme i el parlamentarisme, així com a l'avortament, el matrimoni entre persones del mateix sexe, el feminisme i el racisme. L'organització defensa el llegat tant de José Antonio Primo de Rivera com de Francisco Franco, i ha participat en les manifestacions del 20-N, aniversari de les seves morts. Tot i que partidari del monarquisme, el MCE s'oposa a la Casa de Borbó.

## Història
El MCE es va fundar el 1982 com a escissió de Fuerza Nueva, liderat per José Luis Corral. A les eleccions generals espanyoles de 1982 el partit va rebre 996 vots, menys de l'1% del total. En els anys següents, el MCE va organitzar misses, homenatges als veterans de la División Azul i als "caiguts per Espanya⁣", així com nombroses manifestacions contra l'avortament. El partit té les seves arrels ideològiques en Acción Española i Renovación Española, organitzacions catòliques socials, integristes i tradicionalistes durant la Guerra Civil Espanyola. En els darrers 10 anys, el partit també ha organitzat actes contra homosexuals o l'independentisme català.